# Мамское городское поселение
Мамское городское поселение или Мамское муниципальное образование — муниципальное образование со статусом городского поселения в Мамско-Чуйском районе Иркутской области Российской Федерации.
Административный центр — посёлок городского типа Мама.

## Население
| 2010  | 2011  | 2012  | 2013  | 2014  | 2015  | 2016  | 2017  | 2020  |
| ----- | ----- | ----- | ----- | ----- | ----- | ----- | ----- | ----- |
| 3630  | ↗3632 | ↘3588 | ↘3422 | ↘3289 | ↘3128 | ↘3052 | ↘2970 | ↘2852 |
| 2021  |       |       |       |       |       |       |       |       |
| ↘2556 |       |       |       |       |       |       |       |       |

По результатам Всероссийской переписи населения 2010 года численность населения муниципального образования составила 3630 человек, в том числе 1667 мужчин и 1963 женщины.

## Населённые пункты
Включает 3 населённых пункта (4 до 2024 года).
| № | Населённый пункт | Тип населённого пункта | Население |
| - | ---------------- | ---------------------- | --------- |
| 1 | Заря             | посёлок                | →0        |
| 2 | Мама             | рабочий посёлок (пгт)  | ↘2556     |
| 3 | Тетеринск        | посёлок                | →0        |

- Воронцовка — посёлок, исключен из учётных данных в 2024 году[12]